# Vsevolod Vichnevski
Pour les articles homonymes, voir Vichnevski.
Œuvres principales
- La Tragédie optimiste (1933)

Vsevolod Vitalievitch Vichnevski, en russe : Всеволод Витальевич Вишневский, né le 8 décembre 1900 (21 décembre dans le calendrier grégorien) à Saint-Pétersbourg en Russie impériale (ensuite URSS, maintenant Russie) et mort le 28 février 1951 à Moscou, est un auteur, dramaturge et scénariste de films russe puis soviétique. 
Vichnevski est connu pour des pièces célébrant la Révolution russe, en particulier la célèbre Tragédie optimiste (1933), souvent montée en France et de nombreux autres pays.

## Biographie
Issu de la petite noblesse, Vsevolod Vichnevski est le fils de Vitali Petrovitch Vichnevski, arpenteur, et de son épouse Anna Alexandrovna, née Golovatchevskaïa. Scolarisé au Premier gymnasium classique de Saint-Pétersbourg, il s'engage dans l'armée impériale à l'arrivée de la Première Guerre mondiale. Il est récompensé pour ses actes de bravoure face à l’ennemi par une Croix de Saint-Georges. Il participe à l'insurrection de Pétrograd en 1917 et à la guerre civile russe, du côté des bolchéviques.
En 1918, il fait partie du premier corps de garde-côtes. En 1918-1919, mitrailleur de la canonnière Vania-Communiste de la Flottille de la Volga sous les ordres de Fiodor Raskolnikov. En 1919-1920, mitrailleur sur les trains blindés Communard et Grozny. Il devient ensuite commissaire politique de la flotte de la mer Noire et la flotte de la Baltique, et travaille dans le comité de rédaction du journal Krasnoflotets. Il sera gradé kapitan 1-go ranga.
Ses premières publications datent de 1920. Il monte en 1921, à Novorossiisk, le spectacle à ciel ouvert consacré à la révolte de Kronstadt, Procès des insurgés de Kronstadt, qui dure huit heures. En 1929, paraît sa pièce Première de cavalerie. Dans les années 1930, d'autres œuvres dramatiques voient le jour : Nous sommes de Kronstadt, Le dernier - le déterminé, La Tragédie optimiste.
Il participe au Congrès militant des intellectuels, artistes et écrivains antifascistes se déroulant en Espagne du 4 au 11 juillet 1937.
Il est membre du PCUS à partir de 1937.
Il participe ensuite à la guerre d'Hiver et à la Seconde Guerre mondiale, comme soldat au front et comme correspondant de guerre pour la Pravda. Il sera décoré d'une médaille pour son action pendant le siège de Leningrad (1941-1944). Pour les besoins de la propagande, il écrit une comédie patriotique Raskinulos more chiroko dont le titre est inspiré d'une célèbre chanson folklorique russe à propos d'un chauffeur sur le point de mourir lors d'un voyage en mer Rouge qui ne quitte pas son poste jusqu'à son dernier souffle. La pièce est montée au théâtre de la comédie musicale de Leningrad en 1942. Il dédie également aux défenseurs de la ville la pièce Sous les murs de Leningrad, adaptée au Théâtre de la Flotte de la Baltique (1944) et au Théâtre de Chambre (1945).
En tête de la rédaction de la revue Znamia en 1934-1948. Avec son approbation y sont publiées les œuvres d'Anna Akhmatova, Victor Chklovski, Mikhaïl Zochtchenko et Evgueni Dolmatovski, ce qui aboutit à une résolution de l'Orgburo du 14 août 1946 condamnant la revue. Vichnevski s'empresse de renier Akhmatova dans un article de Literatournaïa gazeta du 7 septembre 1946. Mais la publication de la nouvelle Deux dans la steppe de Emmanouil Kazakevitch en pleine campagne de persécution des cosmopolites sans racine, considérée comme un nouvel écart va lui coûter sa place. Il est remplacé par Vadim Kojevnikov.
Sa dernière pièce L'Inoubliable Année 1919 est écrite pour l'anniversaire des soixante-dix ans de Joseph Staline (1949). Elle sera montée dans presque tous les théâtres à travers l'Union soviétique et apportera à son auteur un prix Staline. Au cinéma, elle est adaptée dans un film du même titre par Mikhaïl Tchiaoureli à Mosfilm en 1951. Vichnevski en signe le scénario,.
Vsevolod Vichnevski est mort le 28 février 1951 à Moscou. Il est enterré au cimetière de Novodevitchi.

## Œuvres

### Nouvelles
- Pour le pouvoir des Soviétiques (Nouvelles, 1924)

### Romans
- Nous, le peuple russe, 1938

### Théâtre
- 1929 : Première de cavalerie (Первая Конная, Pervaja Konnaja)
- 1931 : À l'Ouest, un combat (На Западе бой, Na Zapade bojj)
- 1931 : Le dernier, le déterminé (Последний решительный, Posledny, rechitelny)
- 1933 : La Tragédie optimiste (Оптимистическая трагедия, Optimisticheskaja tragedija)
- 1942 : Raskinulos more chiroko (Раскинулось море широко), comédie musicale coécrite avec Alexandre Krohn
- 1944 : Sous les murs de Léningrad (У стен Ленинграда)
- 1949 : L'Inoubliable Année 1919 (Незабываемый 1919-й, Nezabyvaemyjj 1919)

### Filmographie
Vsevolod Vichnevski est l'auteur d'une demi-douzaine de scénarios, dont en traduction :
- 1936. Les Marins de Kronstadt (Мы из Кронштадта, My iz Kronshtadta)
- 1949. L'Inoubliable Année 1919 (Незабываемый 1919-й, Nezabyvaemyjj 1919) - Prix Staline en 1950

## Sources
- BNF, Notice d'autorité personne « Višnevskij, Vsevolod Vital'evič », <catalogue.bnf.fr>
- Kinoglaz, Fiche « Vsevolod Vichnevski », <www.kinoglaz.fr>
- Larousse, Fiche « Vsevolod Vitalievitch Vichnevski », <www.larousse.fr>